# Andrezé
Andrezé korábbi község Franciaország Loire mente régiójában, Maine-et-Loire megyében. 2015. január 1-jén kilenc másik korábbi községgel egyesült és Beaupréau-en-Mauges új község része lett.
Lakosainak száma 1941 fő (2018. január 1.). Andrezé Bégrolles-en-Mauges, La Chapelle-du-Genêt, Jallais, La Jubaudière, Sèvremoine, Saint-Philbert-en-Mauges és Saint-Macaire-en-Mauges községekkel határos.

## Népesség
A település népességének változása:
| Lakosok száma | 1262 | 1312 | 1699 | 1803 | 1799 | 1799 | 1845 | 1859 | 1923 | 1941 |
|               | 1962 | 1968 | 1982 | 1990 | 1999 | 2008 | 2011 | 2013 | 2017 | 2018 |